# Studentenstadt

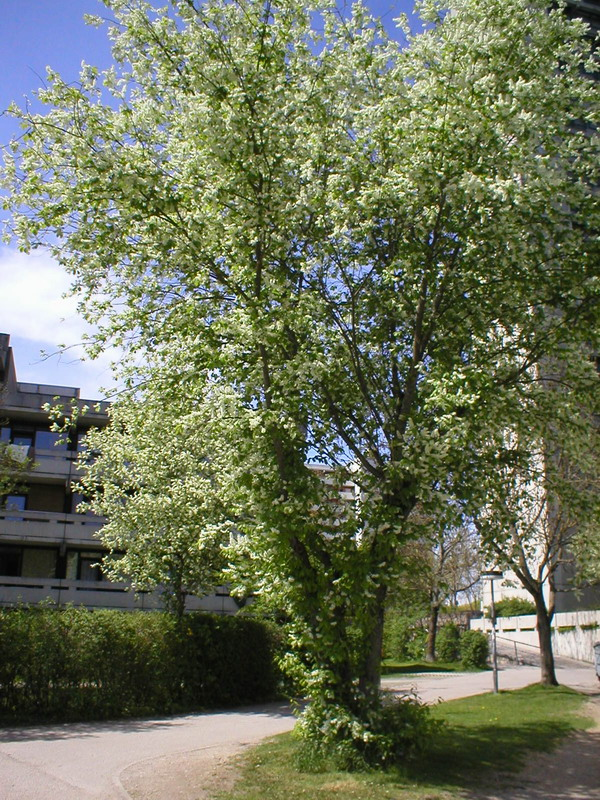
Le printemps à la StuSta, image de la Neustadt depuis l'Altstadt.

Construite en deux étapes (de 1961 à 1968 et de 1970 à 1977), la Studentenstadt Freimann (Munich) est la plus grande résidence étudiante d'Allemagne : elle comporte 2478 chambres réparties dans 14 bâtiments. Elle se situe près du village Olympique des Jeux olympiques d'été de 1972, la deuxième plus importante résidence de la Studentenwerk München. Au lieu de construire rapidement des chambres, des petites maisons ressemblant à  des gros mobile home ont été construites près des premiers bâtiments.
En 2012, plus de 2 500 personnes habitent à la StuSta (le surnom usuellement donné à la Studentenstadt). 

## Description
La Studentenstadt se situe au nord de Munich entre l'autoroute A9 et la partie nord de l'Englischer Garten dans le quartier de Schwabing-Freimann.
La Studentenstadt est composée de deux parties : l'Altstadt et le Neustadt.
L'Altstadt est constituée de plusieurs maisons de 2 à 3 étages et de deux bâtiments de 9 étages. Elle comporte 627 chambres individuelles de 8 à 20 m² avec un lavabo. Néanmoins, les chambres les plus grandes sont habitées par plusieurs personnes en même temps.
Les cuisines, les douches et les toilettes sont communes.
La Neustadt est constituée de bâtiments de 7 à 20 étages. Elle comporte 1.458 appartements individuels avec coin cuisine, douche et toilette et des appartements collectifs de 35 à 77 m² avec deux chambres, une cuisine et une salle de bains.
Beaucoup de ces bâtiments sont autogérés et ont accès à un réseau informatique.

## Activités
Le point culminant de la vie culturelle à la Studentenstadt est depuis 1989 le festival culturel étudiant StuStaCulum où on peut retrouver chaque année au mois de mai des troupes de théâtre, des groupes de musique et des artistes.
La Studentenstadt est desservie par les transports en commun. Elle se trouve à côté d'une station de métro (U-Bahn) nommé "Studentenstadt" sur la ligne 6. Cette station est également un arrêt pour de nombreux bus.